# Амонкур
Амонку́р (фр. Amoncourt) — коммуна во Франции, находится в регионе Франш-Конте. Департамент — Верхняя Сона. Входит в состав кантона Пор-сюр-Сон. Округ коммуны — Везуль.
Код INSEE коммуны — 70015.

## География
Коммуна расположена приблизительно в 310 км к юго-востоку от Парижа, в 55 км севернее Безансона, в 15 км к северо-западу от Везуля.
По территории коммуны протекает река Лантерн.

## Население
Население коммуны на 2010 год составляло 337 человек.
| 1962 | 1968 | 1975 | 1982 | 1990 | 1999 | 2010 |
| ---- | ---- | ---- | ---- | ---- | ---- | ---- |
| 400  | 400  | 318  | 288  | 321  | 304  | 337  |

## Экономика

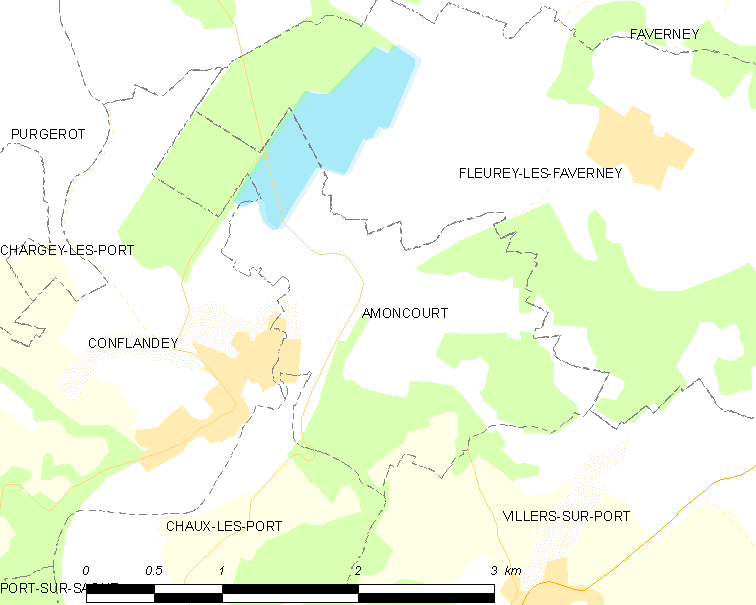
Карта коммуны

В 2010 году среди 212 человек трудоспособного возраста (15—64 лет) 151 были экономически активными, 61 — неактивными (показатель активности — 71,2 %, в 1999 году было 74,1 %). Из 151 активных жителей работали 146 человек (77 мужчин и 69 женщин), безработных было 5 (0 мужчин и 5 женщин). Среди 61 неактивных 22 человека были учениками или студентами, 29 — пенсионерами, 10 были неактивными по другим причинам.